# Carlos Figueredo
Carlos Figueredo, né le 15 août 1909 à Tocuyito dans l'État de Carabobo et mort en novembre 1986 à Caracas, est un compositeur et diplomate vénézuélien.

## Biographie
Carlos Figueredo naît le 15 août 1909 à Tocuyito dans l'État de Carabobo. Il commence à étudier le piano dès son plus jeune âge. Il donne son premier récital solo à l'âge de huit ans et, dans sa jeunesse, il participe à un certain nombre d'ensembles de chambre amateurs. En 1930, il entre à la Escuela de Música y Declamación (plus tard le Conservatorio José Angel Lamas) pour étudier le piano avec Salvador Llamozas.
Il meurt en novembre 1986 à Caracas.